# Diwa

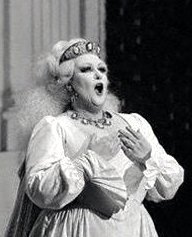
Hiszpańska diwa Montserrat Caballé w trakcie występu

Diwa – popularna, ciesząca się rozgłosem śpiewaczka opery albo operetki lub słynna aktorka albo tancerka.

## Etymologia
Po raz pierwszy słowo Diva zaczęło być używane w języku angielskim w XIX wieku. Pochodzi ono od włoskiego rzeczownika diva, oznaczające żeńskie bóstwo lub dobrze wyglądającą kobietę. Włoskie słowo diva pochodzi natomiast z języka łacińskiego, w którym oznacza boginię.

## Zastosowanie w kulturze
W mediach związanych z kulturą słowo to często jest używane także ogólnie w stosunku do żeńskich gwiazd, związanych głównie z popularną muzyką i kariery solowej. Niektóre polskie media kulturowe używają oryginalnej pisowni Diva.
Od lat 90. XX wieku do kwietnia 2016 terminu Diva używała największa amerykańska firma związana z wrestlingiem, WWE, w stosunku do wrestlerek. Został on zniesiony, ponieważ coraz więcej osób uważało ten termin za obraźliwy z powodu, w jaki diwy WWE były kreowane przez firmę.